# Can Vidal (Sant Andreu)
Can Vidal és un edifici situat al xamfrà del carrer Gran de Sant Andreu amb el carrer Pons i Gallarza, davant de la plaça del Comerç del barri de Sant Andreu de Palomar de Barcelona, catalogat com a Bé Cultural d'Interès Local.

## Descripció
Consta de planta baixa, quatre pisos, golfes i terrat. A la planta baixa s'obren una sèrie de grans obertures d'arc rebaixat amb mènsules que deixen veure l'interior, el bar Versalles. Aquest establiment té el sostre de volta catalana reforçada per bigues i columnes de ferro i aprofita la gran alçada d'aquest per fer una segon nivell a mig local. Malgrat el mobiliari del bar no és l'original, l'actual s'inspira en decoracions de principis del segle xx.
A la façana principal s'obren tres portes per pis que donen a un balcó corregut de línies ondulants. Aquests balcons tenen la barana de ferro forjat amb decoracions florals i els sota-balcons decorats amb trencadís ceràmic en tons grogs i verds. El parament està pintat de verd amb esgrafiats florals en blanc. Les obertures estan emmarcades per una motllura llisa i a part superior una sanefa en relleu. A les golfes s'obren tres ulls de bou que segueixen el mateix eix longitudinal que les obertures dels pisos inferiors. La façana queda coronada per una motllura amb decoracions d'inspiració natural i per sobre una barana de ferro forjat amb un seguit de pilars de línies ondulants.
La cantonada a la planta baixa és arrodonida però als pisos superiors l'aresta està escapçada. Al primer pis hi ha un balcó de forma arrodonida sustentat per una mènsula motllurada decreixent. Al segon pis també hi ha un balcó però aquest té molt poca volada i a partir del tercer pis arrenca una semi-columna que acaba en un pinacle.
La façana lateral té el mateix parament que la principal però aquí hi ha una combinació de finestres i balcons que creen un ritme regular. Els balcons, malgrat són més petits que els de la façana principal, també estan decorats amb ferro forjat i trencadís. La façana està rematada pel ràfec de la teulada aguantat per mènsules i decorat amb ceràmica blava i groga. En aquesta façana es troba la porta d'accés als habitatges. El portal està decorat amb ceràmica i esgrafiats amb motius naturals entrellaçats i el sostre és de volta catalana. L'escala és de ferro forjat i també està decorada amb esgrafiats. Els habitatges tenen els sostres de volta catalana i els terres de rajola hidràulica.

## Història
Aquest immoble es va construir en uns terrenys on abans hi havia unes casetes de planta baixa i pis propietat de Margarida Guardiola. El 1906, el seu nebot Francesc Guardiola i Jubany va demanar permís per a construir-hi un nou edifici, segons els plànols de l'arquitecte Miquel Pascual. Tanmateix, és molt probable que el veritable autor fos Francesc Berenguer (que no tenia el títol d'arquitecte), a qui se li atribueix la Casa Francesc Cama (Gran de Gràcia, 77).

### Bar Versalles
Gràcies a un anunci aparegut al programa de la Festa Major de Sant Andreu de Palomar del 1915 es coneix l'existència del bar Petit Versailles, que segurament es va inaugurar aquell any. L'any 1939, el nou règim franquista va obligar tots els establiments comercials a castellanitzar el seu nom, va ser llavors quan passà a Versalles.
L'establiment va operar com a bar fins a l'any 2024, quan va tancar. S'espera que reobri a finals d'any, reconvertit en braseria.